# Doping del sangue
Il doping del sangue è la pratica del doping ottenuta mediante l'aumento di globuli rossi nel sangue con lo scopo di ottenere migliori prestazioni atletiche. Poiché i globuli rossi sono il mezzo con il quale viene apportato ossigeno dai polmoni ai muscoli, una maggiore concentrazione di questi può migliorare la capacità aerobica di un atleta e di conseguenza anche la sua resistenza.

## Metodi
Originariamente il doping del sangue avveniva tramite la trasfusione di globuli rossi. La trasfusione avviene in due modi: omologa o autologa. In una trasfusione omologa, i globuli rossi di un donatore compatibile vengono raccolti, concentrati e poi trasfusi all'atleta prima di una gara. In una trasfusione autologa vengono utilizzati gli stessi globuli rossi dell'atleta, presi con largo anticipo per dare modo al sangue di recuperare la perdita, e conservati per essere trasfusi al momento del bisogno.
Entrambi i metodi sono però pericolosi a causa dei rischi di infezione legati alla contaminazione batterica durante la procedura e la tossicità che potrebbe derivare da una non corretta conservazione del prodotto. Le trasfusioni omologhe inoltre presentano il rischio di contagio da malattie trasmissibili attraverso il sangue eventualmente possedute dal donatore e il rischio di errore trasfusionale per scambio di sacche.
Con l'introduzione dell'eritropoietina (EPO), normalmente utilizzata nei pazienti in cura per anemia, alla fine degli anni '80 il doping ematico divenne possibile in maniera farmacologica. Facilmente iniettabile sotto cute, l'eritropoietina farmacologica (che normalmente è un ormone della crescita prodotto dal nostro corpo) può aumentare il livello dell'ematocrito per lunghi periodi, tra le 6 e le 24 settimane.
La somministrazione di EPO non è esente da rischi per la salute: l'assunzione eccessiva di tale sostanza potrebbe elevare l'ematocrito a un livello troppo alto provocando policitemia, condizione in cui il livello dei globuli rossi è pericolosamente alto. In queste condizioni il sangue diventa più viscoso del normale, con il rischio di ostruzioni. Alcuni atleti a causa di tale pratica sono morti in seguito ad un infarto, solitamente durante il sonno, quando il ritmo cardiaco più basso fa in modo che la concentrazione di globuli rossi aumenti ulteriormente.

## Rilevazione del fenomeno
Un metodo efficace nella rilevazione del doping ematico sono i controlli sistematici e casuali nelle case degli atleti e nelle strutture delle squadre per le quali gareggiano. I ciclisti professionisti sono abitualmente sottoposti a test antidoping casuali. Il ciclista David Millar è stato spogliato del titolo di campione del mondo per essere stato trovato in possesso di EPO farmaceutico. Poiché molti atleti sono soliti iniettarsi sostanze non proibite come vitamina B ed elettroliti, il semplice possesso di siringhe atte allo scopo e di attrezzature mediche non consiste necessariamente in una prova di pratica del doping.
Un approccio più moderno applicato al doping ematico con alterne fortune, consiste nell'esame del sangue o delle urine degli atleti alla ricerca di sostanze vietate, solitamente EPO. Questa tecnica richiede però molta perizia da parte di chi deve rilevare i campioni per potere esibire i risultati come prove di avvenuto doping, è successo che molti atleti sono riusciti a dimostrare che il campione risultato positivo era stato identificato erroneamente o conservato in modo improprio, o addirittura analizzato in maniera inadeguata.
Un'altra strategia consiste nel rilevare una innaturale concentrazione di globuli rossi nel sangue. Tale concentrazione viene rilevata con il livello dell'ematocrito o dell'emoglobina. L'ematocrito è la percentuale di volume sanguigno complessivo occupato dai corpuscoli nel sangue. In condizioni normali solitamente il livello di ematocrito è di 41-50% negli uomini e 36-44% nelle donne (adulti) , L'emoglobina è invece la proteina che lega l'ossigeno ai globuli rossi. I livelli normali di emoglobina sono di 14-17 grammi su decilitro di sangue negli uomini e di 12-15 grammi su decilitro nelle donne. Nelle persone sane i valori di emoglobina e di ematocrito non sono discordi.
Ci sono due modi per capire se la misurazione dell'ematocrito e dell'emoglobina indica che ci si trova di fronte ad un atleta dopato. Il primo è semplicemente quello di rilevare entrambi i valori anomali. L'Unione Ciclistica Internazionale, per esempio, impone una sospensione di 15 giorni dalle corse per gli atleti con valori di ematocrito superiore al 50% e di emoglobina superiore ai 17 grammi per decilitro. Alcuni atleti però possono avere dei livelli di ematocrito anomali (policitemia) in maniera naturale, devono però dimostrare che si tratta di una caratteristica fisica che si protrae per lunghi periodi di tempo.
Un recente e più sofisticato metodo di analisi, che non ha però ancora raggiunto uno standard ufficiale, è quello di comparare il numero di globuli rossi maturi con quello di globuli rossi immaturi, chiamati reticolociti. Se ad un alto numero di globuli rossi maturi non corrisponde un alto numero di reticolociti, c'è l'indizio che i globuli rossi siano stati introdotti artificialmente nell'organismo con una trasfusione. Anche l'utilizzo di EPO può dare gli stessi risultati, in quanto una preponderanza di globuli rossi tende a sopprimere le informazioni dei reticolociti.
I valori di soglia sono spesso oggetto di controversie e discussioni riguardo all'efficacia dei metodi di rilevazione, poiché se non propriamente corretti tendono a produrre dei falsi positivi durante i normali controlli antidoping.

### Rilevazione dell'utilizzo di EPO
Si sono ottenuti alcuni successi nell'applicare uno specifico test per rilevare l'EPO. Un problema di questo metodo, tuttavia, è che mentre l'EPO farmaceutico può essere rilevato in circolo entro pochi giorni dalla somministrazione, gli effetti della sua assunzione si possono protrarre per settimane, rendendo facile per un atleta il programmare l'assunzione poche settimane prima di una competizione. Nel 2000
un test sviluppato da scienziati di un laboratorio francese antidoping e approvato dalla World Anti-Doping Agency è stato introdotto per rilevare l'EPO farmaceutico distinguendolo da quello presente in maniera naturale esaminando le urine dell'atleta. Il test si basa sulla tecnica dell'Isoelettrofocalizzazione e della elettroforesi su gel. Sebbene il test sia stato utilizzato largamente, soprattutto nel mondo del ciclismo e tra i triathleti, è spesso oggetto di critiche. La principale critica che viene mossa al metodo è proprio sulla presunta capacità del test di distinguere l'EPO artificiale dall'ormone presente in maniera naturale nelle urine di un atleta dopo uno sforzo prolungato.
La validità del metodo è stata messa in discussione con successo per la prima volta dal triathleta Rutger Beke, che fu squalificato per 18 mesi nel marzo 2005 in seguito ad un test positivo per EPO nel settembre 2004. Nell'agosto dello stesso anno però la squalifica venne annullata grazie ad alcune prove scientifiche presentate da Beke. L'atleta ha dimostrato che il campione  si degradò a causa di una contaminazione batterica e che la sostanza identificata come EPO farmaceutica era in realtà una proteina che in quelle condizioni era indistinguibile dalla sostanza proibita, affermando che il suo è un caso di falso positivo.
Nel maggio 2007, Bjarne Riis, Rolf Aldag, Erik Zabel e Brian Holm, tutti ex atleti della Telekom cycling team, hanno ammesso di aver fatto uso di EPO nella loro carriera a metà degli anni '90. Riis ha anche rinunciato al titolo conquistato nel 1996 al Tour de France. L'EPO è stato protagonista in vari scandali al Tour de France del 2007, tra gli atleti coinvolti ci fu anche il ciclista spagnolo Iban Mayo.
Il Comitato Olimpico Internazionale ha rilevato che gli atleti utilizzavano una nuova versione di EPO, un farmaco per malattie croniche del rene chiamato MIRCERA, e tre atleti sono stati trovati positivi nel 2009.